# Bethlehemkerk (Middelburg)
De Bethlehemkerk is een Moluks kerkgebouw in de Nederlandse plaats Middelburg, in de provincie Zeeland, gelegen aan de Rijnstraat. Het huidige gebouw stamt uit 1992 en verving een eerder gebouw uit 1962. Het wordt zowel door de Geredja Indjili Maluku (GIM) als de Geredja Kristen Maluku Selatan (GKMS) gebruikt.

## Geschiedenis
In 1951 werden ongeveer duizend Zuid-Molukkers in Zeeland ondergebracht, waaronder een aantal in Middelburg. Ze waren allen lid van de Geredja Protestants Indonesia Barat (Protestantse Evangelische Kerk van het Westen). In 1951 werd de moederkerk op Ambon gevraagd om een eigen classis te mogen vormen, maar hierop kwam geen antwoord. Dit leidde op 25 november 1952 tot de beslissing een eigen kerk te stichten met een synode. Dit werd de Geredja Indjili Maluku (GIM, Moluks Evangelische Kerk).
In de daaropvolgende jaren vonden er meerdere splitsingen plaats binnen dit kerkgenootschap. Bijvoorbeeld in 1968, toen hulpprediker A. Temmar door de synode werd overgeplaatst van Walcheren naar Limburg. Hij wilde echter niet vertrekken en met steun van de lokale gemeentes tekende hij protest aan, maar tevergeefs, totdat hij uiteindelijk uit het ambt werd gezet. Hierdoor ontstond GIM II, dat na het overlijden van Temmar is gewijzigd in Geredja Kristen Maluku Selatan (GKMS, Christelijke Zuid-Molukse Kerk).
Op 7 juli 1962 werd een noodkerkgebouw in gebruik genomen, gelegen in de Molukse Wijk die ligt in de Stromenwijk. In 1968 lag het gebouw in het middelpunt van de strijd tussen de GIM en de aanhangers van Temmar. De GIM stond gebruik door Temmar niet toe, maar de GIM had hier juridisch geen zeggenschap over, omdat het gebouw in eigendom was van de overheid. Hierop besloot het commissariaat van Ambonezenzorg het gebouw tijdelijk te sluiten voor beide groepen doordat ook de politie betrokken raakte bij het conflict. Nadat beide groepen het onderling niet eens konden worden over het gebruik van het gebouw, werden de gebruiksuren geregeld door het commisseriaat zodat de kerk vanaf eind december 1968 weer gebruikt kon worden. Sindsdien werd de kerk door beide kerkgenootschappen gebruikt.
In 1989 droeg de overheid alle Molukse kerken over aan de Molukse kerkgenootschappen. De kerk in Middelburg kwam onder toezicht van de nieuw opgerichte Molukse Kerkvoogdijraad.

## Huidig kerkgebouw
Begin 1992 werd begonnen aan de bouw van een nieuwe kerk, naar ontwerp van de architect S. Hitipeuw. Na ongeveer tien maanden kon het in gebruik worden genomen, op 12 december 1992. In de kerkzaal was ruimte voor 180 zitplaatsen, wat uitgebreid kon worden tot 280 plaatsen wanneer nodig. Het gebouw fungeert ook als ontmoetingsruimte voor de Molukse gemeenschap.
De kerk is ontworpen in een stijl die typerend is voor Molukse kerken die zijn gebouwd in de jaren 80 en 90 van de 20e eeuw, waaronder het gebruik van cirkels en afgehoekte vierkante vormen in het grondplan, alsmede een colonnade als overgangselement tussen binnen en buiten.